# Loi du 3 avril 1990 relative à l'interruption de grossesse
 (avril 2025).
 (mai 2022).
La mise en forme du texte ne suit pas les recommandations de Wikipédia : il faut le « wikifier ».
Les points d'amélioration suivants sont les cas les plus fréquents. Le détail des points à revoir est peut-être précisé sur la page de discussion.
- Les titres sont pré-formatés par le logiciel. Ils ne sont ni en capitales, ni en gras.
- Le texte ne doit pas être écrit en capitales (les noms de famille non plus), ni en gras, ni en italique, ni en « petit »…
- Le gras n'est utilisé que pour surligner le titre de l'article dans l'introduction, une seule fois.
- L'italique est rarement utilisé : mots en langue étrangère, titres d'œuvres, noms de bateaux, etc.
- Les citations ne sont pas en italique mais en corps de texte normal. Elles sont entourées par des guillemets français : « et ».
- Les listes à puces sont à éviter, des paragraphes rédigés étant largement préférés. Les tableaux sont à réserver à la présentation de données structurées (résultats, etc.).
- Les appels de note de bas de page (petits chiffres en exposant, introduits par l'outil «  Source ») sont à placer entre la fin de phrase et le point final[comme ça].
- Les liens internes (vers d'autres articles de Wikipédia) sont à choisir avec parcimonie. Créez des liens vers des articles approfondissant le sujet. Les termes génériques sans rapport avec le sujet sont à éviter, ainsi que les répétitions de liens vers un même terme.
- Les liens externes sont à placer uniquement dans une section « Liens externes », à la fin de l'article. Ces liens sont à choisir avec parcimonie suivant les règles définies. Si un lien sert de source à l'article, son insertion dans le texte est à faire par les notes de bas de page.
- La présentation des références doit suivre les conventions bibliographiques. Il est recommandé d'utiliser les modèles {{Ouvrage}}, {{Chapitre}}, {{Article}}, {{Lien web}} et/ou {{Bibliographie}}. Le mode d'édition visuel peut mettre en forme automatiquement les références.
- Insérer une infobox (cadre d'informations à droite) n'est pas obligatoire pour parachever la mise en page.

Pour une aide détaillée, merci de consulter Aide:Wikification.
Si vous pensez que ces points ont été résolus, vous pouvez retirer ce bandeau et améliorer la mise en forme d'un autre article.
 (mai 2022).
- Si vous ne connaissez pas le sujet, laissez ce bandeau (vous pouvez alors contacter les auteurs).
- Si vous supprimez le contenu mis en cause (vous pouvez préalablement contacter les auteurs),

argumentez précisément cette suppression dans la page de discussion
(un manque de référence n'est pas un argument ; une recherche réelle de référence doit avoir été effectuée, être formellement documentée).
Cet article présente la loi belge relative à l'avortement.

## Contexte historique
Au commencement, l’avortement était un crime punit par la loi. En effet, l’article 317 du code napoléonien de 1810 dispose que : « Quiconque, par aliments, breuvages, médicaments, violences, ou par tout autre moyen, aura procuré l'avortement d'une femme enceinte, soit qu'elle y ait consenti ou non, sera puni de la réclusion ».  Ensuite, le 15 octobre 1867 le code pénal belge entre en vigueur et son article 348 dispose que : « Celui qui, médecin ou non, par un moyen quelconque, aura à dessein fait avorter une femme qui n'y a pas consenti, sera puni de la réclusion de cinq ans à dix ans ».  Bien que l’article 348 soit quelque peu différent de l’article 317, la volonté de l’interdiction de l’avortement ne change.
L’explication derrière ce combat contre l’avortement peut s’expliquer par la prégnance de la religion catholique en Belgique[1]. De fait, l’Eglise est contre l’interruption volontaire de grossesse, qu'elle considère comme une pratique immorale tandis que la vie humaine en elle-même est sacrée et doit être protégée dès son commencement[2].  
La religion chrétienne a donc imposé des valeurs, une morale et par conséquent l’évolution des mentalités prendront un certain temps. Cela dit, petit à petit de nombreux défenseurs des droits de la femme se sont manifestés et ont débuté un véritable combat afin d’autoriser  la dépénalisation de l’avortement[3]. Ils en sortiront victorieux puisque le 3 avril 1990, la loi dite « loi Lallemand-Michielsen » sur la dépénalisation partielle de l’avortement est votée et approuvée à la majorité.  
Nonobstant, le roi Baudouin refuse de signer cette loi[4]. Pour ce faire, le gouvernement Martens VIII déclare que le Roi est dans l’impossibilité de régner qui permet au gouvernement de signer la loi du 3 avril 1990, sans contreseing royal. Deux jours plus tard, le 5 avril 1990, le Roi est rétabli dans ses fonctions[5]. Cependant, cela a nécessité une nouvelle interprétation de l’article 82 de la constitution. En effet, initialement, l’impossibilité de régner devait être déclarée lorsque le Roi était manifestement dément ou malade, ce qui l’empêchait d’assurer correctement ses fonctions[6]. La nouvelle interprétation a permis de déclarer le roi dans l’impossibilité de régner pour objection de conscience[7].
Lettre du roi Baudouin adressée au Premier ministre Wilfried Martens, le 30  mars 1990
« Monsieur le Premier Ministre,
Ces derniers mois, j’ai pu dire à de nombreux responsables politiques ma grande préoccupation concernant le projet de loi relatif à l’interruption de la grossesse. Ce texte vient maintenant d’être voté à la Chambre après l’avoir été au Sénat. Je regrette qu’un consensus n’ait pu être dégagé entre les principales formations politiques sur un sujet aussi fondamental.
Ce projet soulève en moi un grave problème de conscience. Je crains, en effet, qu’il ne soit compris par une grande partie de la population comme une autorisation d’avorter durant les douze premières semaines après la conception.
J’ai de sérieuses appréhensions aussi concernant la disposition qui prévoit que l’avortement pourra être pratiqué au-delà de douze semaines si l’enfant à naître est atteint d’une «affection d’une particulière gravité et reconnue comme incurable au moment du diagnostic». A-t-on songé comment un tel message serait perçu par les handicapés et leurs familles?
En résumé, je crains que ce projet n’entraîne une diminution sensible du respect de la vie de ceux qui sont les plus faibles. Vous comprendrez donc pourquoi je ne veux pas être associé à cette loi.
En signant ce projet de loi et en marquant, en ma qualité de troisième branche du pouvoir législatif, mon accord avec ce projet, j’estime que j’assurerais inévitablement une certaine coresponsabilité. Cela, je ne puis le faire pour les motifs exprimés ci-dessus.
Je sais qu’en agissant de la sorte, je ne choisis pas une voie facile et que je risque de ne pas être compris par un bon nombre de concitoyens. Mais c’est la seule voie, qu’en conscience, je puis suivre.
A ceux qui s’étonneraient de ma décision, je demande: serait-ce normal que je sois le seul citoyen belge à être forcé d’agir contre sa conscience dans un domaine essentiel? La liberté de conscience vaut-elle pour tous sauf pour le roi?
Je voudrais terminer cette lettre en soulignant deux points importants sur le plan humain.
Mon objection de conscience n’implique de ma part aucun jugement des personnes qui sont en faveur du projet de loi.
D’autre part, mon attitude ne signifie pas que je sois insensible à la situation très difficile, et parfois dramatique, à laquelle certaines femmes sont confrontées.
Monsieur le Premier ministre, puis-je vous demander de faire part de cette lettre, à votre convenance, au gouvernement et au Parlement? »[8]

## Contenu de la loi
L’interruption de grossesse (IVG) est permise lorsqu’elle intervient avant la fin de la douzième semaine de la conception. Au-delà de la douzième semaine, une intervention est possible uniquement dans l’hypothèse où la grossesse met en danger la vie de la femme enceinte. Ensuite, l’intervention doit être pratiquée par un médecin au sein d’un établissement spécialisé afin de garantir les meilleures conditions de soins possibles. De plus, il est nécessaire que cet établissement dispose d’un service mettant la femme enceinte au courant de ses droits, des aides et avantages garantis par la loi, ainsi que de la possibilité d’adoption de l’enfant à naitre. 
Par ailleurs, aucun médecin, infirmier, ou auxiliaire médicale n’est contraint de participer à une IVG. Ceci étant dit, le médecin qui pratique l’avortement doit prévenir des risques éventuels liés à l’intervention. Il doit également connaitre les raisons qui pousse la femme à se faire opérer et évaluer son état de détresse afin de savoir s’il convient ou non de procéder à une IVG. De plus, si le médecin décide d’opérer sa patiente, il ne peut le faire que 6 jours après le premier contact. Par contre, dans le cas où le médecin refuserait de pratiquer l’IVG, il doit le signaler à sa patiente et l’orienter.
Si l’avortement est pratiqué volontairement dans des conditions qui ne respectent pas la loi, la femme sera condamnée à un emprisonnement d’un mois à un an et d’une amende de cinquante francs à deux cents francs. En outre, celui qui a pratiqué illégalement un avortement sur une femme consentante qui en est décédée peut être punit de la réclusion. Si elle n’était pas consentante, il peut également être condamné à une peine de travaux forcés de dix à quinze ans[9].

## Opinion publique

### Avant l’adoption
Il y a deux positionnements vis-à-vis de la dépénalisation de l’avortement. D’un côté, ceux qui y sont défavorable, considèrent que lorsqu'il y a eu fécondation, il y a un commencement de vie ; un enfant va donc naître, et il est de notre devoir de protéger cette vie humaine. L’avortement, de leur point de vue, équivaut à un meurtre. Selon eux, le fœtus et la mère ne sont pas une seule et même entité, c’est pourquoi la mère, bien qu’elle ait le droit de disposer de son corps, ne peut décider de pratiquer une IVG[10]. De plus, ils considèrent que dépénaliser l’avortement risquerait d’augmenter le nombre de pratiques. A côté de cela, ceux qui y sont favorables pensent que se positionner contre la dépénalisation revient à nier à la réalité. En effet, l’avortement sera toujours pratiqué dans la clandestinité, ce qui revient à mettre en danger la femme et plus particulièrement les femmes démunies[11]. En effet, ces dernières n’ont pas les moyens de voyager dans un pays où la pratique est légalisée, et n’ont pas d’autres choix que de se faire avorter dans des conditions d’hygiène lamentables et dangereuses pour leur santé. De plus, la femme a le droit de disposer de son corps, c’est à elle que revient le choix de se faire opérer ou non[12].

### Après adoption
Plusieurs partis politiques ont déposé des propositions de loi ayant pour but d’assouplir les conditions d’accessibilité à l’interruption volontaire de grossesse. Finalement, un texte commun à 7 partis représentant une proposition de loi a été adopté par la Commission Justice en 2019. Plusieurs avancées notables sont observables, dont la reconnaissance de l’IVG comme un acte médical ; l’allongement du délai légal de 12 à 18 semaines après conception ; et un délai de réflexion minimal de 48h contre 6 jours actuellement[14]. 
Ces suggestions restent évocatrices de la volonté des partis politiques à modifier la loi relative à l’avortement, dans le but de la rendre encore moins contraignante pour les femmes désireuses de mettre un terme à leur grossesse[15]. D’autres propositions de loi ont également été soumises visant cette fois à renforcer le droit à l’avortement. Selon leurs auteurs, le taux de recours à l’IVG a considérablement augmenté depuis 1990, année d’entrée en vigueur de la loi ; et la demande d’allongement du délai de 14 à 18 semaines ne cesse de se manifester[16].
[1] X,« L’avortement et le code pénal en Belgique 1867-2017 », disponible sur www.Laicite.be.
[2] M. LE PRIOL ,« Que dit l’Eglise de l’avortement ? », disponible sur www. Lacroix.com, 24 mai 2018. 
[3] C. JACQUES, « Le féminisme en Belgique de la fin du 19e siècle aux années 1970 », Courrier hebdomadaire du CRISP, 2009, p. 5 à 54.
[4]  T. BERNARD, ,« Il y a 25 ans, le roi Baudouin faisait trembler la Belgique » disponible sur www.lavenir.net, 3 avril 2015. 
[5]  C. LAPORTE, « 3 avril 1990, le soir où le Roi a cessé de régner » disponible sur www.lalibre.be, 3 avril 2015. 
[6] X. MABILLE, « Le débat politique d’avril 1990 sur la sanction et la promulgation de la loi », Courrier hebdomadaire du CRISP, 1990, p.1 à 33.
[7] C. BEHRENDT, « L’article 93 de la constitution belge et l’impossibilité de régner du roi : une disposition dépassée par son histoire », Bruxelles, Bruylant, 2018, p1 à 33.
[8] X, « Lettre du roi Baudouin adressée au Premier ministre Wilfried Martens, le 30 mars 1990 », disponible sur www.cathobel.be.
[9] Loi du 5 avril 1990 relative à l’interruption de grossesse, M.B., 3 avril 1990.
[10] M. COENEN (dir.), « Corps des femmes sexualité et contrôle sociale», Louvain-la-Neuve, De Boeck Supérieur,2002, p. 159 à 173.
[11] RTBF, « Interdire l'avortement n'en diminue jamais le nombre, mais le rend clandestin et risqué », disponible sur www.rtbf.be, 22 février 2017. 
[12] P. DE LOCHT, « IVG : Histoire de la loi de 1990 et d’une époque » disponible sur www.revuepolitique.be, 3 juillet 2020. 
[13] R. LALLEMAND et P. LOCHT, « IVG : Histoire de la loi de 1990 et d’une époque », disponible sur www.revuepolitique.be, 3 juillet 2020.
[14] RTBF, « Un Jour dans l'Info: 1990, le Roi Baudouin refuse de signer la loi dépénalisant l'avortement », disponible sur www.rtbf.be, 17 décembre 2019. 
[15] X, « La lutte pour le droit à l’avortement : un combat toujours d’actualité », disponible sur www.planningsfps.be.   
[16] RTBF, « Dépénalisation de l’avortement- En 1990, l’IVG est en partie dépénalisée, plus de 15 ans après l’arrestation du Dr Peers », disponible sur www.rtbf.be, 23 mars 2020.